# Manuel de la Torre y Gutiérrez
Manuel de la Torre y Gutiérrez (Alcalá de Henares, 18 giugno 1635 – Lanciano, 1º luglio 1694) è stato un arcivescovo cattolico spagnolo.

## Biografia
Nato nel 1635 ad Alcalá de Henares da Francisco de la Torre e Ana Gutiérrez, fu battezzato nella parrocchia di Santa Maria il 18 luglio di quell'anno. Ad Alcalá entrò nell'ordine di Santa Maria della Mercede e svolse i propri studi tra la città natale e Salamanca, conseguendo il diploma in teologia nel 1665 e diventando lettore di questa materia nel collegio dell'ordine ad Alcalá. Fu studioso molto attivo e pubblicò diverse opere nel periodo di insegnamento.
Il 9 agosto 1688 venne nominato da papa Innocenzo XI arcivescovo metropolita di Lanciano e fu consacrato il 24 agosto successivo nella chiesa di Sant'Adriano al Foro Romano dal cardinale Carlo Pio di Savoia, cardinale vescovo di Sabina, insieme a Pietro de Torres e Pietro Antonio Capobianco come co-consacranti; prese possesso dell'arcidiocesi il 4 dicembre successivo. Mantenne l'incarico fino alla morte, avvenuta a Lanciano nel 1694.

## Genealogia episcopale
La genealogia episcopale è:
- Cardinale Guillaume d'Estouteville, O.S.B.Clun.
- Papa Sisto IV
- Papa Giulio II
- Cardinale Raffaele Riario
- Papa Leone X
- Papa Paolo III
- Cardinale Francesco Pisani
- Cardinale Alfonso Gesualdo
- Papa Clemente VIII
- Cardinale Pietro Aldobrandini
- Cardinale Laudivio Zacchia
- Cardinale Antonio Barberini, O.F.M.Cap.
- Cardinale Marcantonio Franciotti
- Cardinale Giambattista Spada
- Cardinale Carlo Pio di Savoia
- Arcivescovo Manuel de la Torre y Gutiérrez